# دي لا غيتو
رافائيل كاستيلو توريس المعروف باسمه المسرحي دي لا غيتو (De La Ghetto)، هو مغني وكاتب أغاني أمريكي، ولد في نيويورك، الولايات المتحدة الأمريكية، في تاريخ 17 سبتمبر 1984. يكتب أغاني الريغيه تون، وهو جزء من الثنائي أركانهيل ودي لا غيتو.

## ديسكوغرافيا
يشتهر دي لا غيتو بقوافيه ثنائية اللغة بإيقاع سريع ويشار إليه كمتعاون في أغاني منفردة متعددة مع نجوم كبار مثل أركانهيل ودادي يانكي ونيكي جام وجي بالفين وفاروكو وويسين وياندل وزايون ولينوكس وجويل وراندي وباد باني ونينغو فلو وكوسكولويلا وجي ألفاريز وتيتو إل بامبينو وأنويل وكارول جي وبيكي جي ومالوما وأنيتا وبيتبول وأوزونا وجيسون ديرولو وصوفيا ريز وغيرهم الكثير.

### ألبومات
- 2008: ماساكر ميوزيكال
- 2013: جيزي بويز: الألبوم
- 2018: مي موفيمينتو
- 2020: لوس شوليتوس

### ميكستيبس
- بوس أوف ذا بلوك (2007)
- رئيس كتلة المجلد. 2 (2007)
- الشريط الموسيقي ماساكر (2007)
- يقدم Masacre Musical: El Movimiento (2008)
- يقدم Masacre Musical: El Movimiento Vol. ثانيًا (2010)

### الأغاني الفردية

#### كفنان رئيسي
| سنة                   | عنوان                                                                                               | مواضع الرسم البياني الذروة | مواضع الرسم البياني الذروة | البوم                                          |
| سنة                   | عنوان                                                                                               | أمريكا اللاتينية           | أمريكا اللاتينية           | البوم                                          |
| --------------------- | --------------------------------------------------------------------------------------------------- | -------------------------- | -------------------------- | ---------------------------------------------- |
| 2008                  | " إس ديفيسيل "                                                                                      | 42                         | -                          | مجزرة الموسيقية                                |
| 2009                  | "Tu Te Imaginas"                                                                                    | 33                         | -                          | مجزرة الموسيقية                                |
| 2009                  | "تعال وانظر" (يضم مافادو)                                                                           | -                          | -                          | مجزرة الموسيقية                                |
| 2009                  | "Lover (Remix)" (يضم جولز سانتانا )                                                                 | -                          | -                          | مجزرة الموسيقية                                |
| 2009                  | "Momento Que Te Vi"                                                                                 | -                          | -                          | مجزرة الموسيقية                                |
| 2009                  | "Stripper Pole" (يضم J-Merk)                                                                        | -                          | -                          | يقدم مجازر الموسيقية: El Movimiento Vol. ثانيًا |
| 2010 إلى الوقت الحاضر | "تابو تابو" (مع جويل وراندي )                                                                       | -                          | -                          | El Jefe De La Versatilidad                     |
| 2010 إلى الوقت الحاضر | "نوكتورنو"                                                                                          | -                          | -                          | El Jefe De La Versatilidad                     |
| 2010 إلى الوقت الحاضر | "جالا جاتيلو"                                                                                       | -                          | -                          | El Jefe De La Versatilidad                     |
| 2010 إلى الوقت الحاضر | "Tumbao" (الفذ. يانديل )                                                                            | -                          | -                          | El Jefe De La Versatilidad                     |
| 2010 إلى الوقت الحاضر | "La Reunion De Los Vaqueros" (مع Wisin & Yandel و Franco "El Gorilla" وTego Calderón وCosculluela ) | -                          | -                          | La Revolución Live Vol. 1                      |
| 2010 إلى الوقت الحاضر | "Tu Y Yo"                                                                                           | -                          | -                          |                                                |
| 2010 إلى الوقت الحاضر | " يا الحورة " (مع آنا مينا وبيكي جي )                                                               | -                          | -                          | فِهرِس                                           |
| 2010 إلى الوقت الحاضر | "FLY" (يضم Fetty Wap)                                                                               | -                          | -                          | مي موفيمينتو                                   |

#### كفنان مميز
| سنة  | عنوان                                                                                              | مواقف الرسم البياني | البوم                             |
| سنة  | عنوان                                                                                              | أمريكا اللاتينية    | البوم                             |
| ---- | -------------------------------------------------------------------------------------------------- | ------------------- | --------------------------------- |
| 2007 | "Aparentemente" ( Yaga &amp; Mackie يضم Arcángel &amp; De La Ghetto )                              | 42                  | لا ريونيون كالييرو فلو            |
| 2008 | " Inalcanzable (Remix) " ( RBD يضم Jowell &amp; Randy & De La Ghetto)                              | -                   |                                   |
| 2010 | "Mala Conducta (remix)" ( Alexis &amp; Fido يضم Franco "El Gorilla" وArcángel &amp; De La Ghetto ) | -                   | Perreologia                       |
| 2010 | "Tu Me Robaste El Corazon (Remix)" (يضم فيدل نادال )                                               | -                   | مي موفيمينتو                      |
| 2010 | "De La Calle" (مع Ivy Queen )                                                                      | -                   | ملكة الدراما                      |
| 2012 | "El Jefe" (Los Vagos يضم De La Ghetto)                                                             | -                   | فيدا اسيليرادا                    |
| 2012 | "Actúa (ريمكس)" ( J Alvarez يضم Zion & De La Ghetto)                                               | -                   | Imperio Nazza: J. Alvarez Edition |
| 2013 | "No es una gial" (يضم Farruko De La Ghetto)                                                        | -                   | إمبريو نازا: طبعة فاروكو          |
| 2014 | "Si tú no Estás" (تقدم Nicky Jam بطولة De La Ghetto)                                               | -                   |                                   |
| 2015 | "نادي كومو يو" ( J Alvarez يضم De La Ghetto)                                                       | -                   |                                   |
| 2015 | "بايلين" (فرانكو إل غوريلا يضم دي لا غيتو)                                                         | -                   |                                   |
| 2016 | "Todavía Te Quiero " ( ثاليا يضم De La Ghetto)                                                     | -                   | لاتينا                            |
| 2017 | "Pide Lo Que Tú Quieras" (يضم Ozuna De La Ghetto)                                                  | -                   | أوديسيا                           |
| 2020 | "Tócame" ( Anitta يضم Arcángel وDe La Ghetto)                                                      | -                   |                                   |
| 2020 | "مالا (ريمكس)" ( بيتبول يضم بيكي جي ودي لا غيتو)                                                   | -                   |                                   |
| 2021 | "نيو كالي" (Doeman Dyna وDe La Ghetto)                                                             | -                   |                                   |

## روابط خارجية
- دي لا غيتو على موقع ميوزك برينز (الإنجليزية)
- دي لا غيتو على موقع أول ميوزيك (الإنجليزية)
- دي لا غيتو على موقع ديسكوغز (الإنجليزية)